# Séfer HaRazim
Séfer HaRazim (en hebreo: ספר הרזים) (en español: "El libro de los secretos") es un texto mágico judío presuntamente entregado a Noé por el ángel Raziel, y transmitido a lo largo de la historia bíblica a Salomón, para quien fue una gran fuente de su sabiduría, y supuestos poderes mágicos. 

## Introducción
Este libro es diferente del Séfer Raziel HaMalaj, el cual le fue entregado a Adán por el mismo ángel, pero que proviene de la misma tradición, y grandes partes del Séfer HaRazim se incorporaron al Séfer Raziel con su título original. Este es un texto poco ortodoxo. Las leyes judías tradicionales de pureza forman parte de la cosmogonía. Se cree que es un libro de referencia para la magia judía. En el libro se invoca a los ángeles en lugar de a Dios, para realizar hazañas sobrenaturales. El texto en sí mismo fue considerado parte del judaísmo ortodoxo bajo la influencia del helenismo, pero este texto, junto con otras obras, es considerado una herejía por el judaísmo rabínico moderno.

## Descubrimiento
El texto fue redescubierto en el siglo XX por Mordejai Margaliot, un académico judío que visitó Oxford en 1963, utilizando varios fragmentos encontrados en la Geniza de El Cairo. Mordejai supuso que varios fragmentos de literatura mágica judía compartían una fuente común, y estaba seguro de que podría reconstruir esa fuente común. Lo logró en 1966 cuando publicó el Séfer HaRazim. La primera traducción al idioma inglés del libro, fue realizada por Michael A. Morgan en 1983, el libro fue impreso en el verano de 2007. Existe una nueva edición académica del manuscrito principal, la cual incluye fragmentos de la Geniza de El Cairo escritos en hebreo y en judeo-árabe. La traducción al latín fue preparada por Bill Rebiger y Peter Schäfer en 2009, con planes para una traducción y comentarios en alemán.

## Datación del texto
Margaliot coloca la fecha del texto original a principios del siglo IV o finales del siglo III d. C.. La fecha de datación es aceptada casi universalmente, una excepción notable es la de Itamar Gruenwald, el cual ha puesto fecha a la obra en los siglos sexto o séptimo. No obstante, está claro que este texto es anterior a los textos cabalísticos, incluido el Zohar (siglo XIII), el Séfer ha-Bahir (siglo XIII también), y posiblemente, el libro cabalístico Séfer Ietzirá (siglo IV). Hay ciertas pistas textuales que apuntan hacia una fecha de datación temprana.

## Estructura y contenido
El libro está dividido en siete secciones, sin incluir un prefacio que detalla la recepción y la transmisión del libro. Cada una de las primeras seis secciones corresponde a un cielo, y contiene una lista de ángeles, e instrucciones para realizar uno o más ritos mágicos. Solamente el Trono de Dios se encuentra en el séptimo cielo. Existe una tensión entre la cosmogonía ortodoxa del libro, y la praxis no ortodoxa encarnada en estos ritos mágicos, el libro ha sido editado por un escriba rabínico, pero la religión popular contenida en el libro permanece intacta. Algunos de los rituales pretenden facilitar la curación, la profecía, atacar a los enemigos, y ganar buena fortuna. El número siete, la importancia de los nombres divinos y la magia, tienen un significado en la literatura mágica de Oriente Medio. El texto demuestra un fuerte sincretismo entre la tradición judía y la griega, un ejemplo de ello es la oración al Dios del Sol Helios, para invocarlo durante la noche. La oración viene precedida por instrucciones para invocar a varios ángeles y al Sol.